# Рі Кван Чон
Рі Кван Чон (кор. 리광촌, 李光村; нар. 4 вересня 1985, Пхеньян, КНДР) — північнокорейський футболіст, захисник клубу «25 квітня» та національної збірної Корейської Народно-Демократичної Республіки.

## Титули і досягнення
- Володар Кубка виклику АФК: 2012